# Scottie James
Scottie James (Warsaw, Indiana; 7 de noviembre de 1996) es un baloncestista estadounidense que pertenece a la plantilla de los Tianjin Pioneers de la CBA china. Con 2,03 metros de estatura, juega en la posición de ala-pívot.

## Trayectoria deportiva

### Universidad
Jugó una temporada con los Braves de la Universidad Bradley, en la que promedió 3,2 puntos y 2,6 rebotes por partido, tras la cual optó por ser transferido a los Flames de la Universidad Liberty. Allí disputó tres temporadas más, tras cumplir el año de parón que impone la normativa de la NCAA, promediando 12,3 puntos, 8,3 rebotes y 1,2 asistencias por partido. Fue incluido en 2018 en el segundo mejor quinteto de la Big South Conference y, tras el cambio de conferencia de su universidad, en sus dos últimas temporadas lo fue en el mejor quinteto de la Atlantic Sun Conference.

### Profesional
El 8 de agosto de 2020 firmó su primer contrato profesional con los Gießen 46ers de la Basketball Bundesliga alemana.
En la temporada 2021-22, firma por el Hapoel Haifa B.C. de la Ligat Winner.